# I.
i. pronunciat «i punt» és el nom del disc de la gira de concerts de comiat de Lluís Llach.

## La gira
Va començar el 2006 a Barcelona i va acabar al seu poble natal de Verges, el març de 2007. La gira va visitar les ciutats més importants dels Països Catalans. Hi va cantar algunes de les seves darreres cançons acompanyades d'altres d'emblemàtiques com Un núvol blanc, Viatge a Ítaca i temes inèdits, sobretot al concert a Verges amb la cançó Verges 2007.
En el concert a Verges el públic va cantar Laura i L'Estaca dedicada al mateix cantautor i als seus músics que l'han acompanyat en aquest any de comiat.

## El disc
Les cançons del disc són:
1. A poc a poc
2. Tinc un clavell per a tu
3. Sempre queda un fil
4. Jo hi sóc si tu vols ser-hi
5. Sabéssis bé
6. Tossudament alçats
7. Potser el desig
8. Fins quan i per qui
9. El dia
10. Geografia